# ДАР-4
ДАР-4 е първият български многомоторен пътнически самолет, биплан. На планера са монтирани три деветцилиндрови звездообразни двигателя с въздушно охлаждане Валтер „Марс“. Самолетът не е приет и допуснат за редовно производство и остава само прототип.

## История
ДАР-4 е първият и единствен многомоторен самолет, конструиран и изработен в България. Силите и средствата за изграждането му са вложени поради очакванията за снабдяването на гражданската ни авиация с евтин за производство и експлоатация летателен апарат. Проектирането започва под ръководството на главния конструктор на ДАР инж. Херман Винтер. Самолетът в по-голямата си част е строен в отсъствието на инж. Винтер, поради изтичането на договора му и завръщането му в Германия. Макар и конструиран през 1931 г., изграждането на самолета се забавя. Изработен е само един прототип. Летателните изпитания се провеждат от пилота-изпитател инж. Петко Попганчев. По време на изпитанията са констатирани много недостатъци. Недостатъците се дължат предимно на пропуски в проекта – при хоризонтален полет самолетът се накланя напред, което показва че е с много предна центровка и е „главотежък“. Трудно се управлява и е нестабилен при набиране на височина, има недостатъчна управляемост по отношение на напречната ос, а при планиране за кацане ъгълът за снижаване надхвърля критичната точка за приземяване и се проявява тенденция към кабриране, поради това, че кормилото за височина не може да хоризонтира самолета. Това налагало опитният летец Попганчев да планира подавайки газ само на средния двигател. При работа двигателите на крилото силно вибрират, което вероятно се дължи на конструктивни и производствени пропуски. Поради тези забележки прототипът не е допуснат за редовно производство и експлоатация и е бракуван след пробните полети. 

## Конструкция
ДАР-4 представлява смесена конструкция като използва крила с дебел профил. Крилата са без кабелно обтягане. Поставени са „V“ образни стойки между крилата, на които са монтирани два от двигателите, разположени в близост до долното крило и един двигател, който е разположен в носа на самолета. Двигателите са деветцилиндрови звездообразни, тип Валтер „Марс“, с въздушно охлаждане и мощност 106,6 kW/145 hp. Екипажът е от двама пилоти и самолетът може да превозва четирима пътника или полезен товар 840 kg.

## Технически характеристики на ДАР-4
| Характеристика                | Показател            |
| ----------------------------- | -------------------- |
| Производител                  | ДАР                  |
| Екипаж                        | 2                    |
| Пътници                       | 4                    |
| Двигател                      | 3 х Валтер „Марс“    |
| Мощност                       | 3 х 106,6 kw/ 145 hp |
| Разпереност горно/долно крило | 14,00/10,90 m        |
| Площ на крилата горно/долно   | 28,10/16,00 m2       |
| Обща носеща площ              | 44,1 m2              |
| Профил на крилете             | „Гьотинген“-387      |
| Дължина                       | 10,20 m              |
| Маса празен                   | 1330 kg              |
| Маса полетна                  | 2170 kg              |
| Полезен товар                 | 840 kg               |
| Скорост максимална            | 195 km/h             |
| Скорост крейсерска            | 145 km/h             |
| Скорост на кацане             | 88 km/h              |
| Далечина на полета            | 495 km               |
| Таван                         | 4500 m               |